# Štadión ŠKP Dúbravka
Štadión ŠKP Dúbravka lub Štadión Hradná – stadion piłkarski w Bratysławie (w dzielnicy Dúbravka), stolicy Słowacji. Został otwarty w 1976 roku. Może pomieścić 10 500 widzów. Swoje spotkania rozgrywają na nim zawodnicy klubu futbolu amerykańskiego Bratislava Monarchs. W przeszłości obiekt służył także piłkarzom zespołu ŠKP Inter Dúbravka Bratislava (rozwiązanego w 2015 roku). 7 czerwca 1998 roku na obiekcie rozegrano mecz finałowy Pucharu Słowacji (Spartak Trnawa – 1. FC Košice 2:0).